# NRJ in the Park
NRJ in the Park är en konsert arrangerad av radiostationen NRJ. Konserten har ägt rum i augusti varje år ända sedan 1999 då den första konserten hölls. Varje sommar hålls tre snarlika konserter, en i Malmö, en i Stockholm och en i Göteborg. Artisterna som uppträder på konserten är de som varit mest populära under den gångna våren och sommaren. I Stockholm hålls konserten i Kungsträdgården (Gröna Lund år 2009) och i Malmö hålls konserten varje onsdag under Malmöfestivalen. Det sammanlagda besökarantalet för NRJ in the Park brukar årligen överskrida 50.000.